# Droga wojewódzka 798
Die Droga wojewódzka 798 (DW798) ist eine 635 Meter lange Droga wojewódzka (Woiwodschaftsstraße) in der Woiwodschaft Masowien in Polen. Die Strecke verläuft im Powiat Otwocki. Die DW798 zweigt von der Umgehungsstraße DW801 ab und führt in die Innenstadt von Karczew.

## Streckenverlauf
Woiwodschaft Masowien, Powiat Otwocki
-  Otwock Mały (DW801)
-  Karczew